# لويس هومبيرتو هرنانديز
لويس هومبيرتو هرنانديز (بالإسبانية: Luis Humberto Hernández)‏ هو لاعب كرة قدم مكسيكي، ولد في 5 نوفمبر 1992.